# Sojuz MS-11
Sojuz MS-11 – misja załogowego statku Sojuz na Międzynarodową Stację Kosmiczną, która ma dostarczyć troje członków 58. i 59. tury stałej załogi. Start planowany był na 20 grudnia 2018 r., a lądowanie w lipcu 2019 r. Jest to 140. lot kapsuły załogowej z serii Sojuz – z czego 57. na MSK – oraz jedenasty lot kapsuły w wersji Sojuz MS. Wyniesienie z kosmodromu Bajkonur nastąpiło przy pomocy wycofywanej rakiety Sojuz-FG.
Jest to pierwszy lot kanadyjskiego astronauty od misji Chrisa Hadfielda na pokładzie Sojuza TMA-07M (lata 2012–2013).
18 stycznia 2018 r. niespodziewanie poinformowano o zmianie załogi Sojuza MS-09 skutkującej też zmianą załoganta Sojuza MS-11. Wytypowana do załogi podstawowej MS-09 astronautka NASA i inżynier Jeannette Epps została zastąpiona przez zmienniczkę z załogi rezerwowej (załoga podstawowa Sojuza MS-11), lekarkę z tego samego naboru astronautów (2009), Serenę Auñón-Chancellor. Nową zmienniczką i członkinią załogi podstawowej Sojuza MS-11 została pilotka Anne McClain z naboru 2013. Powodów tej nietypowej, późnej zmiany nie podano.
W wyniku niepowodzenia misji Sojuz MS-10, start Sojuza MS-11 odbył się 3 grudnia 2018, wcześniej niż pierwotny termin. Cumowanie do modułu Poisk odbyło się w tym samym dniu, po ponad 6-godzinnym locie. Lądowanie na stepach Kazachstanu odbyło się 25 czerwca 2019 roku.

## Załoga

### Podstawowa[7]
- Oleg Kononienko (4. lot) – dowódca (Rosja, Roskosmos)
- Anne McClain (1. lot) – inżynier pokładowy (USA, NASA)  (pierwotnie Serena Auñón-Chancellor, 1. lot)
- David Saint-Jacques (1. lot) – inżynier pokładowy (Kanada, CSA)

### Rezerwowa[7]
- Aleksandr Aleksandrowicz Skworcow (3. lot) – dowódca (Rosja, Roskosmos)
- Luca Parmitano (2. lot) – inżynier pokładowy (Włochy, ESA)
- Andrew Richard Morgan (1. lot) – inżynier pokładowy (USA, NASA)